# Gentiana khammouanensis
Gentiana khammouanensis är en gentianaväxtart som beskrevs av Hul. Gentiana khammouanensis ingår i släktet gentianor, och familjen gentianaväxter. Inga underarter finns listade i Catalogue of Life.